# Gastrochilus sutepensis
Gastrochilus sutepensis är en orkidéart som först beskrevs av Robert Allen Rolfe och Dorothy Downie, och fick sitt nu gällande namn av Gunnar Seidenfaden och Tem Smitinand. Gastrochilus sutepensis ingår i släktet Gastrochilus och familjen orkidéer.
Artens utbredningsområde är Thailand. Inga underarter finns listade i Catalogue of Life.